# Мухаммед Мир Алим Бухари
Мухаммед Мир Алим Бухари (узб.  Мухаммад Мир Олим Бухори) (1790 - 1860) — историк эпохи Бухарского эмирата.

## Биография
Бухарский историк Мухаммед Мир Алим Бухари родился в Бухаре. 
Начальное образование он получил в Бухаре. 
В «Фатхномаи султани» («Завоевания султана») рассказывается о периоде правления Амира Насруллы (1827-1860). Его написал Мир Алим Бухари по указу хакима Гузара Мухаммед Алимбека, у которого он был на службе. В «Фатхномаи султан» вбирает в себя события с момента правления эмира Шахмурада (1785-1800 гг.) до правления амира Насруллы, однако периоды амир Шахмурада и Хайдара даны кратко, а период Насруллы подробно. 
Мухаммед Мир Алим Бухари предполжительно умер в 1860 году.